# Juan Mir y Llussá
Juan Mir y Llussá (obispado de Lérida, c. 1705-Coria, 5 de octubre de 1778) fue un compositor y maestro de capilla español.

## Vida
Se desconoce su origen y su formación musical. Es posible que fuese hermano de José Mir y Llusá (c. 1701-1764) nacido en Solsona y maestro de capilla en las catedrales de Segovia y Valladolid y el Monasterio de la Encarnación de Madrid.
Las primeras noticias que se tienen de Juan Mir son de su solicitud para ocupar el magisterio de la Colegiata de Manresa. De la solicitud se colige que era originario de la diócesis de Lérida, que tenía 21 años, que era licenciado y que ya era clérigo:

[...] se llegi un memorial del Lc.do Joan Mir suplicant se li fes gracia del empleo de Mestre de Cant, y Sostentor de Chor de nostra Igl.a Y atenent q.e havia molt temps que vacava lo Magisteri y considerant que dit Subgecte era capas y esto, haventlo primerament fet cantar, y comprenent la sua habilitat y pericia en la Solfa, se feu la gracia del dit Magisteri al sobredit Joan Mir Clergue de edat 21 anys, oriundo del Bisbat de Lleyda, prometentli donar las distribucions quotidianas que acostuman donarse a qualsevol Resident, y juntam.t donantli quiscun any £40 de salari [...]
[...] se leyó un memorial del licenciado Juan Mir suplicando que se le haga la gracia del empleo de maestro de canto y sustentor del coro de nuestra Iglesia. Y atento a que hace mucho tiempo que vacaba el magisterio y considerando que dicho sujeto era capaz y esto, habiéndolo primeramente hecho cantar, y comprendiendo su habilidad y pericia en la solfa, se hizo la gracia de dicho magisterio al sobredicho Juan Mir, clérigo de edad 21 años, oriundo del obispado de Lérida, prometiéndole donar las distribuciones cotidianas que acostumbran donarse a cualquier residente y juntamente donándole a cada año 40 libras de salario [...]
Actas capitulares de la Colegiata de Manresa, 9 de febrero de 1726: 245 

Así pues, pasó a ocupar el magisterio de Manresa el 24 de febrero de 1726 y mantuvo el cargo hasta el 15 de agosto de 1731, partiendo por razones desconocidas.
En 1733 fallecía el maestro Fermín de Arizmendi de la Catedral de Ávila, por lo que quedaba vacante el cargo. Tras la realización de las oposiciones para encontrar un sustituto, el 9 de julio de 1734 fue elegido Juan Mir, «residente en Madrid». Mir renunció y hubo que repetir las oposiciones, a las que curiosamente se presentó de nuevo Juan Mir. En este segundo examen salió ganador Juan Oliac y Serra.
Las siguientes noticias que se tienen de él son de finales de 1748, cuando se ofreció como maestro de capilla al cabildo de la Catedral de Coria. En ese momento era maestro de la Catedral de Ciudad Rodrigo, cargo que abandonó por razones desconocidas. El cabildo cauriense recibió a Juan Mir el 6 de diciembre de 1748 con un salario de 350 ducados y 30 fanegas de trigo. Un salario elevado, pero Mir debía ocupar dos cargos: maestro de capilla y organista. El maestro solicitó el 13 de agosto de 1751 ir a buscar su familia a Ciudad Rodrigo, con una parada en Ceclavín para recrearse, mientras que «Agustín el Músico» se encargaba de los seises.
Entre las obligaciones del maestro estaban las de cuidar de los infantes del coro en su casa, incluyendo su manutención, y educación, con la enseñanza de canto llano, de órgano y contrapunto. Hubo muchas discusiones sobre la ello, siendo documentados muchos incumplimientos del maestro, que descuidó el aseo y la ense1anza de los infantes. Por ejemplo, en 1756 la esposa de Juan Mir contrajo una enfermedad contagiosa, por lo que los infantes tuvieron que ser trasladados a la casa de Juan Núñez, músico tiple, lo que empeoró la situación de los niños. Aun permanecían allí en 1758, hasta que intervino el cabildo y regresaron a la casa del maestro. También hubo quejas sobre la puntualidad en otra de sus obligaciones: la composición de la música para las fiestas de guardar, aunque dedicó mucho tiempo a la composición. Las llamadas de atención fueron continuas a lo largo de su magisterio.
La situación de los seises empeoró con la vejez del maestro. En 1773 solo tenía la ayuda de una muchacha y parece que había falta de comida, «[...] que a los Seyses se les de la comida correspondiente y que busque persona que tenga en la casa mejor asistencia y los cuide como es debido, pues de no ser tomara providencia». En 1774 el problema llegó a ser tan grande que se discutió sacar a los seises de casa del maestro. Las razones dadas fueron «la falta de limpieza que padecían; la poca educación que se les daba para su ministerio; la falta de ropas y camas; la cantidad de dinero que se gastaba el maestro con ellos ‹[...] sin que nadie dè paradero de las cosas [...]›» El asunto acabó ante el obispo, a lo que Mir respondió con un memorial explicando que ya no podía encargarse de los infantes por su avanzada edad. El cabildo aceptó las razones de Mir y entregó los seises a Juan Bueno.
Hacia esa misma época también cambiaban los gustos, pasando de una música más desenfadada y teatral a otras más serias y estrictamente religiosas. Las composiciones de Mir, en romance y con estilo más anticuado, no satisfacían al cabildo, que exigía música en latín y más devocional,  «[...]se prevenga al Maestro de Capilla, que en las Composiziones se arregle a disponerlas con la debida seriedad, evitando las que no sean correspondientes y huiendo de todas aquellas que parezcan musicas teatrales.»
Juan Mir se desplazó en dos ocasiones a la Catedral de Plasencia. La primera en 1765 para revisar los órganos y una segunda en 1778, como examinador en las oposiciones al magisterio placentino. Ese mismo año de 1778 la edad del maestro era tan evidente que diversos músicos solicitaron el cargo, como Manuel Álvarez. Pocos meses después, el 5 de octubre, fallecía el maestro Mir, empobrecido y con deudas.

## Obra
Se conservan composiciones de Juan Mir en la Catedral de Coria.